# Hōjō Tokimori
Hōjō Tokimori (北条時盛, 1197-11 juin 1277), du clan Hōjō, est le deuxième Rokuhara Tandai minamikata (chef de la sécurité intérieure à Kyoto) de 1224 à 1242. 